# Націонал-соціалістична робітнича партія Швеції
Шведське соціалістичне зібрання (швед. Svensk socialistisk samling, скор. SSS; у 1933−1938 рр. Націонал-соціалістична робітнича партія, швед. Nationalsocialistiska Arbetarpartiet, скор. NSAP) —шведська політична партія, що існувала з 1933 по 1950 рік. Спочатку сповідувала ідеї націонал-соціалізму, проте згодом перейшла до самостійної форми фашизму.
Одним із найвідоміших членів партії був майбутній засновник IKEA Інґвар Кампрад.
Також до партії протягом війни приязно ставився король Густав V, який підтримував ідеї націонал-соціалізму.

## Назва
На момент свого заснування у 1933 році партія мала назву Націонал-соціалістична робітнича партія (швед. Nationalsocialistiska Arbetarpartiet) та значною мірою надихалася німецькою НСДАП. Під цією назвою вона була відома до 1938 року, відколи стала називатися Шведським соціалістичним зібранням (швед. Svensk socialistisk samling) із варіацією Шведсько-соціалістичне зібрання (швед. Svensksocialistisk samling або Svensk-socialistisk samling).
У народі партію часто називали «рухом Ліндгольма» (швед. Lindholmsrörelsen), «ліндгольмськими нацистами» (швед. Lindholmsnazisterna) або й просто «Ліндгольмерами» (швед. Lindholmarna) за прізвищем лідера партії, Свена Улова Ліндгольма.

## Історія
У 1920-тих рр. у Швеції постала низка партій та угрупувань, натхненних ідеями німецького націонал-соціалізму.

### 1926–1933
Фашистська народна партія Швеції (швед. Sveriges Fascistiska Folkparti) була заснована 3 вересня 1926 року, і на її чолі став Конрад Халльґрен, колишній німецький офіцер. Серед інших важливих членів партії були зокрема гауптман Свен Улов Ліндгольм та лейтенант Свен Хеденґрен.
У 1929 році делегація, до складу якої входили Халльґрен та Ліндгольм, взяла участь у партійному з'їзді НСРПН в Нюрнберзі. Після повернення до Швеції партію було перейменовано на Націонал-соціалістичну народну партію Швеції (швед. Sveriges Nationalsocialistiska Folkparti).
Через рік, у 1930 році, партія об'єдналася із Шведською націонал-соціалістичною селянською та робітничою партією (швед. Svenska Nationalsocialistiska Bonde- och Arbetarpartiet), що була заснована у 1924 році під назвою Шведське націонал-соціалістичне вільне об'єднання (швед. Svenska Nationalsocialistiska Frihetsförbundet)) як перший націонал-соціалістичний рух Швеції. Її засновником був ветеринар Бірґер Фуруґорд та його брати Сіґурд і Ґуннар, які ще у 1923 році зустрічалися із Адольфом Гітлером та Еріхом Людендорфом. У 1924 році Вільне об'єднання було перейменоване на Селянську та робітничу партію.
У 1930 році Шведська націонал-соціалістична народна партія об'єдналася із Новим шведським народним об'єднанням  (швед. Nysvenska Nationalsocialistiska Förbundet) у Шведську націонал-соціалістичну партію (швед. Svenska Nationalsocialistiska Partiet), на чолі якої став Бірґер Фуруґорд. Партія відчутно надихалася ідеями НСРПН – її програма була фактично копією програми НСРПН, – і навіть мала власну парамілітарну організацію на кшталт СА. Проте невдовзі у партії спалахнув внутрішній конфлікт між тими її членами, що здебільшого підтримували німецький нацизм, та тими, що більше схилялися до фашизму.
Цей ідеологічний розкол призвів до того, що Свен Улов Ліндгольм, який спочатку був одним із лідерів партії як заступник Бірґера Фуруґорда та редактором тодішньої партійної газети «Vår kamp» («Наша боротьба»), після короткого візиту до Німеччини у січні 1933 року намагався перейняти владу над партією та вести лінію, яка більше спиралася на соціалізм. Втім, спроба перевороту була невдалою, і врешті-решт Ліндгольм та його фаланга були виключені з партії. 
Вже 15 січня того самого року виключена фаланга заснувала нову партію під назвою Націонал-соціалістична робітнича партія (швед. Nationalsocialistiska Arbetarpartiet). Спочатку вона була фактичним віддзеркаленням німецької НСРПН, повторюючи ідеї німецької пропаганди через свою газету «Шведський націонал-соціаліст» (швед. Den svenska nationalsocialisten), та мала власну молодіжну організацію «Nordisk ungdom» («Північна молодь»), яка фактично була меншою за масштабами копією Гітлер'югенду. Так само на перших порах емблемою партії виступала свастика. 
У новій партії спочатку переважала ліва фаланга, яка пропагувала більш спрямовану на соціалізм політику, і НСРП швидко перейняла роль більш аграрно спрямованої ШНСП як головної націонал-соціалістичної партії Швеції. Для порівняння, на виборах до Риксдагу у 1936 році рух на чолі із Ліндгольмом набрав близько 17 тисяч голосів, у той час, як послідовники Фуруґорда – близько 3 тисяч. Ці партії згодом перебували у постійному конфлікті та були відомі серед громадян країни як «фуруґордери» (швед. Furugårdarna) та «ліндгольмери» (швед. Lindholmarna). Після низки глибинних внутрішніх проблем ШНСП розпалася у 1936 році.

### 1938–1945

«Сніп Вази»

Попри перемогу над прибічниками Фуруґорда на виборах 1936 року вона все одно вважалася поразкою лівого крила партії, яке здебільшого через це остаточно покинуло її. Це стало початком скерування партії у правий бік, а також періодом політичної невдачі. Після невдачі на муніципальних виборах у 1938 році Ліндгольм почав обмірковувати зміну політичного профілю партії.
З метою дистанціювання від німецького нацизму та його очільника Адольфа Гітлера на користь більш самостійної, шведської моделі фашизму, партія 23 жовтня 1938 року була перейменована на Шведське соціалістичне зібрання (швед. Svensk socialistisk samling). Також відмовилися від використання свастики, яка вже тісно асоціювалася з німецьким нацизмом – натомість її замінили шведським символом «сніп Вази» (швед. Vasakärven), символом колишнього короля Ґустава II Адольфа. Також партійна уніформа – коричневі сорочки, обрані шведськими нацистами восени 1929 року, – були замінені блакитними. На кінець 1938 року партія партія майже повністю позбавилася усіх відсилок до націонал-соціалізму.
Під час війни деякі члени партії вступили до Ваффен-СС як кілька сотень шведських добровольців СС.
У 1943 році в Уппсалі відбувся національний партійний конгрес, під час якого сутички між протестувальниками та членами партії призвели до т.зв. «Великодніх бунтів».
Попри очікування, за часів Другої світової війни партія втратила свої позиції, що видно з результатів виборів до Риксдагу, а кількість її членів значно зменшилася.

#### Ідеологічні розбіжності між НСРП та ШСЗ
ШСЗ обрав німецьку націонал-соціалістичну партію своїм ідеологічним та організаторським взірцем з її ідеями антикапіталізму, колективізму та великим народним впливом як головний пункт програми. Натомість НСРП не мала більших ідеологічних розбіжностей, просте більше наголошувала на своєму характері як "робітничої" партії, аніж послідовники Ліндгольма.
Ідеологічно дві партії досить відрізнялися одна від одної через те, що НСРП у своїй риториці значно активніше підкреслювала свої соціалістичні та антикапіталістичні цілі і тим самим була ближчою до ідеології Третього шляху Грегора й Отто Штрассерів. Втім, прямої критики Адольфа Гітлера, як вона була сформульована у більшій частині робіт Штрасера у 1930-х рр., вони уникали. Ще ясніше ця позиція прослідковувалася з 1938 року після перейменування партії на Шведське соціалістичне зібрання.
Через це багато хто почав називати ідеологію партії штрассеристською на честь братів Штрассерів, які були опозиційно налаштовані щодо Гітлера та бажали більш радикального та робітничо спрямованого націонал-соціалізму. ШСЗ втім уникала прямої критики НСДАП та Гітлера, яка була сформульована у більшій частині робіт Штрассерів, із якою мала міцні політичні зв'язки.

### Післявоєнний час
Після Другої світової війни партія ще декілька років продовжувала своє існування. Серед іншого партія відзначилася найраннішими запереченнями Голокосту, перші з яких почалися вже у травні 1945 року в газеті «Шведський націонал-соціаліст» – офіційному друкованому органі партії. Після кількох років різкого занепаду партія врешті-решт розпалася у червні 1950 року.
Внаслідок розпаду партії було утворене невелике Товариське об'єднання Шведського соціалістичного зібрання (швед. Svensk socialistisk samlings kamratförening), яке продовжувало існувати протягом наступних років.
Ті члени партії, які під час війни вступали до Ваффен-СС, рідко говорили про війну публічно через страх кримінальних розслідувань або звинувачень у військових злочинах.

## Плани партії щодо шведських євреїв та комуністів
Партія заохочувала своїх членів повідомляти усю можливу інформацію про євреїв у Швеції, на основі якої створила реєстр із даними майже 8 тисяч шведських євреїв. Нацисти планували відправляти євреїв та політичних супротивників до «безпечних місць» (концтаборів) та депортувати або відсилати до німецьких концтаборів у випадку окупації Швеції нацистською Німеччиною; також планувалися принаймні два концентраційні табори: у Шебу та на острові Стура-Карлсе. Для порівняння, норвезькі нацисти-члени організації «Гірд» депортували 770 із 2100 євреїв Норвегії, здебільшого протягом 1942 року, серед яких 741 особа загинула у нацистських концтаборах. Серед іншого інформацію для реєстру подавали і члени партії, що працювали у поліції.
У випадку німецького вторгнення партія планувала налагодити маріонетковий режим на кшталт норвезького режиму на чолі з Відкуном Квіслінгом (очільником норвезької нацистської партії "Національна єдність"), очолити який мав Ліндгольм.
У 1942 році деякі члени ШСЗ, що покинули його, заснували нову нацистську партію із власною розвідкою — «Gyllene Spö-knippet» («Золота зв'язка батогів»), яка задумувалася як шведський аналог Гестапо та мала арештовувати євреїв та комуністів у випадку, якщо німці вторгнуться до Швеції, проте ці плани не справдилися.
Після війни Ліндгольм та партія заперечували свої плани, так само, як і сам факт Голокосту, проте наміри партії були доведені зокрема коли частини реєстру були знайдені в місті Малунг у 1997 році.

## Результати на виборах
Попри те, що на той час не існувало необхідного для проходження на виборах бар'єру у 4% голосів, партії не вдавалося пройти до Риксдагу. 
На виборах 1936 року партія отримала 17 тисяч, або 0,6% голосів, посівши восьме місце серед загальної кількості голосів; цей показник перевищував кількість голосів, відданих за всі інші нацистські партії разом.  
Під час виборів 1944 року партія мала плани об'єднатися у коаліцію із Національним союзом Швеції та Соціалістичною партією Швеції, проте коли ці плани зазнали поразки, партія вирішила діяти окремо. У цих виборах кількість набраних голосів склала близько 4200 голосів, тобто 0,1% або сьоме місце. Через низку внутрішніх конфліктів ШСЗ не брало участь ані у виборах до Риксдагу у 1940 році, ані у муніципальних виборах 1942 року.
Інколи партія отримувала мандати на муніципальних зібраннях.

## Пов'язані організації
Починаючи з 1933 року партія мала власне молодіжне об'єдання під назвою «Nordisk ungdom» («Північна молодь»), у якій дітей та підлітків у віці 8–19 років тренували важкими вправами та довгими походами і маршами. Певна частина членів цієї організації під час війни перебралася до Німеччини, оскільки була завербована до СС.
Однією з партійних структур було й об'єднання фронтовиків «Свеаборг» (швед. Frontmannaföreningen Sveaborg), організоване шведськими нацистськими добровольцями із учасників Війни-продовження та Ваффен-СС. До нього також входили деякі члени партії, які не були військовими добровольцями. Окрім того партія також створила напіввійськові штурмові загони (швед. Stormavdelning) за зразком німецьких СА, яким, проте, не дозволяли діяльність через певні закони, тому вони були перетворені на відділ пропаганди. У 1933 році кількість членів штурмових загонів досягала тисячі осіб.

## Друкований орган
Друкованим органом партії була газета «Шведський націонал-соціаліст» (швед. Den svenska nationalsocialisten), відома серед прихильників просто як Den Svenske. З 1939 року назва газети була змінена на «Шведський народний соціаліст» (швед. Den svenska folksocialisten).
У 1990-х рр. інша нацистська партія – Націонал-соціалістичний фронт – відновила назву та видання газети Den Svenske Nationalsocialisten.